# Quatuor à cordes no 7 de Hindemith
Pour les articles homonymes, voir Quatuor à cordes no 7.
Le Quatuor à cordes en mi bémol majeur est le dernier des sept quatuor à cordes de Paul Hindemith, composé en 1944-1945. La création en a été faite par le quatuor Budapest à  Washington le 21 mars 1945.
Il ne comporte pas de numéro d'opus comme toutes ses œuvres postérieures à 1930.
Il a été écrit deux ans après son sixième quatuor.

## Structure
L'œuvre comporte quatre mouvements et son exécution demande un peu plus de quinze minutes. Il a été écrit pour une formation amateur, sans virtuosité excessive.
1. Rapide
2. Calme. Scherzando
3. Lent
4. Canon : modérément rapide, gai